# Ancyloscelis panamensis
Ancyloscelis panamensis är en biart som beskrevs av Michener 1954. Ancyloscelis panamensis ingår i släktet Ancyloscelis och familjen långtungebin. Inga underarter finns listade i Catalogue of Life.